# Hobšovice
Obec Hobšovice se nachází v okrese Kladno, kraj Středočeský.
Hobšovicemi protéká Bakovský potok. Ve vzdálenosti 8 km jihozápadně leží město Slaný, 11 km jihovýchodně město Kralupy nad Vltavou, 16 km jižně statutární město Kladno a 17 km severovýchodně město Roudnice nad Labem. Žije zde 356 obyvatel.

## Historie
První písemná zmínka o obci pochází z roku 1185.

### Územněsprávní začlenění
Dějiny územněsprávního začleňování zahrnují období od roku 1850 do současnosti. V chronologickém přehledu je uvedena územně administrativní příslušnost obce v roce, kdy ke změně došlo:
- 1850 země česká, kraj Praha, politický i soudní okres Slaný[4]
- 1855 země česká, kraj Praha, soudní okres Slaný[4]
- 1868 země česká, politický i soudní okres Slaný[4]
- 1939 země česká, Oberlandrat Kladno, politický i soudní okres Slaný[5]
- 1942 země česká, Oberlandrat Praha, politický i soudní okres Slaný[6]
- 1945 země česká, správní i soudní okres Slaný[7]
- 1949 Pražský kraj, okres Slaný[8]
- 1960 Středočeský kraj, okres Kladno[9]

### Rok 1932
Ve vsi Hobšovice (395 obyvatel, katol. kostel) byly v roce 1932 evidovány tyto živnosti a obchody: 2 hostince, kolář, kovář, krejčí, mlýn, 2 obuvníci, obchod s ovocem a zeleninou, 6 rolníků, řezník, sedlář, 3 obchody se smíšeným zbožím, trafika.
V obci Skůry (přísl. Křovice, 324 obyvatel, samostatná obec se později stala součástí Hobšovic) byly v roce 1932 evidovány tyto živnosti a obchody: hostinec, 2 kováři, obchod s lahvovým pivem, 15 rolníků, obchod se smíšeným zbožím, trafika, truhlář, velkostatek.

## Pamětihodnosti a přírodní zajímavosti

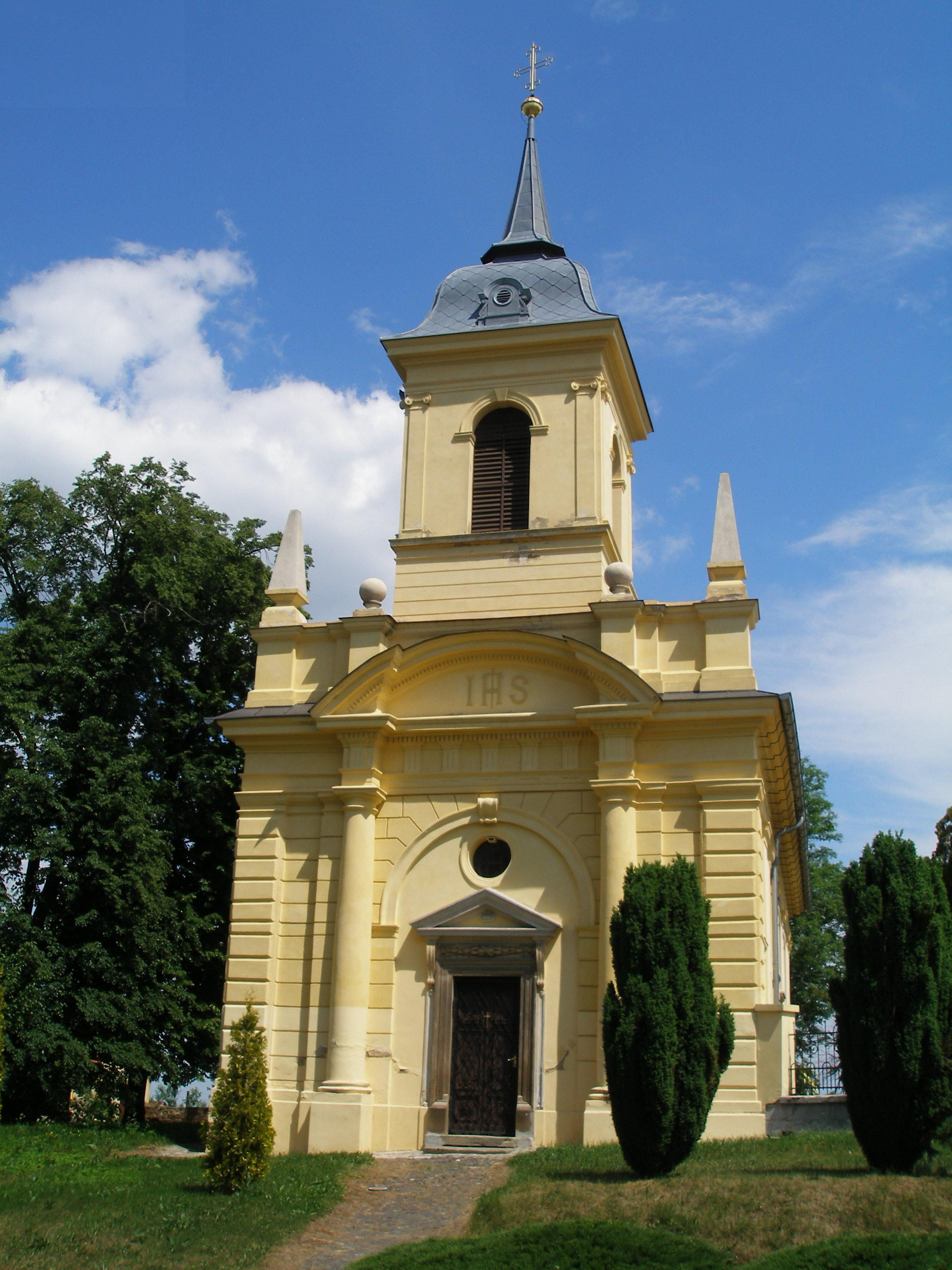
Kostel svatého Václava

- Památkově chráněný kostel svatého Václava se hřbitovem a márnicí, (památka číslo 22551/2-499 (Pk•MIS•Sez•Obr•WD))
- Památkově chráněná kolna se sušárnou ovoce v areálu usedlosti čp. 7
- Památkově chráněný pozdně barokní podstavec se sochou Zmrtvýchvstalého Krista jižně od vsi u silnice k Luníkovu (památka číslo 23125/2-4098 (Pk•MIS•Sez•Obr•WD)), postavený údajně na památku sebevraždy dvou mladých lidí, kterou zachycuje i místní lidová píseň Ty hobšovský kostelíčku[12]
- Původně empírová budova fary čp. 39, v níž roku 1836 přenocoval Karel Hynek Mácha při své cestě do Litoměřic[13]
- Pomník padlých v první světové válce severně od kostela
- Křížek západně od silnice u mostu přes Bakovský potok
- Kříž (místními označovaný i jako boží muka) v polích severně od silnice k Dolínu
- Hrázděná stodola na návsi[14]
- Muzeum historických vozidel místního občana V. Bečváře
- Naučná stezka povodím Bakovského, Vranského a Zlonického potoka, otevřená v roce 2013 (v Hobšovicích se nachází 19. zastavení)
- Hobšovický rybník za samotou Myslivárna západně od vsi
- Přírodní památka Mokřiny u Beřovic (dříve Hobšovický rybník), významné hnízdiště ptactva v západním sousedství Hobšovického rybníka

## Doprava
- Silniční doprava – Do obce vedou silnice III. třídy. Ve vzdálenosti 1,5 km lze najet na silnici I/16 v úseku Slaný – Mělník.

- Železniční doprava – Železniční trať ani stanice na území obce nejsou. Nejblíže obci je železniční zastávka (jen pro osobní dopravu) Tmáň ve vzdálenosti 3,5 km ležící na trati 095 z Vraňan a Straškova do Zlonic. Ve vzdálenosti 6 km leží železniční dopravna Velvary (pro veškerou dopravu) ležící na trati 111 z Kralup nad Vltavou do Velvar.

- Autobusová doprava – V obci zastavovaly v červnu 2011 autobusové linky Slaný-Šlapanice-Vraný (2 spoje tam, 3 spoje zpět) a Slaný-Velvary (9 spojů tam, 6 spojů zpět) (dopravce ČSAD Slaný, a.s.).[15]

## Části obce
- Hobšovice
- Skůry (část sestává ze dvou vesnic – základních sídelních jednotek: Křovice a Skůry)